# Henri Rochereau
Henri Rochereau (Chantonnay, França 1908 - París 1999) fou un polític francès que va ser ministre al seu país així com membre de la Comissió Europea entre 1962 i 1970.

## Biografia
Va néixer el 25 de març de 1908 a la població de Chantonnay, situada al departament de Vendée. Va estudiar dret a la Sorbona de París.
Morí el 25 de gener de 1999 a la seva residència de París.

## Activitat política
Sense afiliació política, l'any 1946 fou escollit senador per la Vendée, escó que va mantenir fins al 1959. El maig d'aquell any fou nomenat Ministre d'Agricultura pel Primer Ministre de França Michel Debré, càrrec que ocupà fins a l'agost de 1961.
El gener de 1962, en la formació de la Comissió Hallstein 2, fou nomenat Comissari Europeu de Desenvolupament, càrrec que també ocupà en la Comissió Rey fins al juny de l'any 1970.